# Joan Linares i Delhom
Joan Linares i Delhom (Palafrugell, 21 de gener de 1881 - † ciutat de Mèxic, 21 de gener de 1947) fou un polític i home de negocis català.
Fill de Eduard de Linares i Cuevas, natural de València i Francesca Delhom i Sobrepera, natural de La Jonquera. Es va casar l'any 1910 a Palafrugell amb Rosa Palomeras i Esteva. Va dirigir l'Agrupació Catalanista de Palafrugell amb l'empresari surer Joan Vergés i Barris. Fou alcalde de Palafrugell de 1914 a 1916. Va dirigir la publicació literària quinzenal Emporium i, amb Joan Miquel, va promoure el setmanari Baix Empordà. Linares també va ser director del diari palafrugellenc La Crònica, nascut a finals de 1907 i que es publica fins a l'abril de 1910. En acabar la guerra civil espanyola es va exiliar a Mèxic, on fou es dedicà als negocis i fou destacat membre de la Comunitat Catalana de Mèxic mecenes econòmic de les revistes Full Català i Quaderns de l'exili.